# Tirreno-Adriatico 1982
La Tirreno-Adriatico 1982, diciassettesima edizione della corsa, si svolse dal 13 al 18 marzo 1982 su un percorso di 819,7 km, suddiviso su 5 tappe, precedute da un prologo. La vittoria fu appannaggio dell'italiano Giuseppe Saronni, che completò il percorso in 21h47'22", precedendo l'olandese Gerrie Knetemann e lo statunitense Greg LeMond.

## Tappe
| Tappa  | Data     | Percorso                                     | km    | Vincitore di tappa | Leader cl. generale |
| ------ | -------- | -------------------------------------------- | ----- | ------------------ | ------------------- |
| Pr.    | 13 marzo | Cerenova (cron. individuale)                 | 7,7   | Gerrie Knetemann   | Gerrie Knetemann    |
| 1ª     | 14 marzo | Cerenova > Chianciano Terme                  | 199   | Giuseppe Saronni   | Gerrie Knetemann    |
| 2ª     | 15 marzo | Chianciano Terme > Gubbio                    | 198   | Giuseppe Saronni   | Giuseppe Saronni    |
| 3ª     | 16 marzo | Gubbio > Monte San Pietrangeli               | 186   | Greg LeMond        | Greg LeMond         |
| 4ª     | 17 marzo | San Benedetto del Tronto (cron. individuale) | 18    | Gerrie Knetemann   | Gerrie Knetemann    |
| 5ª     | 18 marzo | Grottammare > San Benedetto del Tronto       | 211   | Gregor Braun       | Giuseppe Saronni    |
| Totale | Totale   | Totale                                       | 819,7 |                    |                     |

## Dettagli delle tappe

### Prologo
- 13 marzo: Cerenova - (cron. individuale) – 7,7 km

Risultati
| Pos. | Corridore        | Squadra              | Tempo |
| ---- | ---------------- | -------------------- | ----- |
| 1    | Gerrie Knetemann | TI-Raleigh           | 9'26" |
| 2    | Giuseppe Saronni | Del Tongo-Colnago    | a 7"  |
| 3    | Francesco Moser  | Famcucine-Campagnolo | a 8"  |

| Pos. | Corridore        | Squadra    | Tempo |
| ---- | ---------------- | ---------- | ----- |
| 1    | Gerrie Knetemann | TI-Raleigh |       |

### 1ª tappa
- 14 marzo: Cerenova > Chianciano Terme – 199 km

Risultati
| Pos. | Corridore          | Squadra              | Tempo    |
| ---- | ------------------ | -------------------- | -------- |
| 1    | Giuseppe Saronni   | Del Tongo-Colnago    | 5h44'04" |
| 2    | Noël Dejonckheere  | Gis Gelati-Olmo      | s.t.     |
| 3    | Giovanni Mantovani | Famcucine-Campagnolo | s.t.     |

| Pos. | Corridore        | Squadra    | Tempo |
| ---- | ---------------- | ---------- | ----- |
| 1    | Gerrie Knetemann | TI-Raleigh |       |

### 2ª tappa
- 15 marzo: Chianciano Terme > Gubbio – 198 km

Risultati
| Pos. | Corridore          | Squadra              | Tempo    |
| ---- | ------------------ | -------------------- | -------- |
| 1    | Giuseppe Saronni   | Del Tongo-Colnago    | 5h10'39" |
| 2    | Giovanni Mantovani | Famcucine-Campagnolo | s.t.     |
| 3    | Giancarlo Perini   | Inoxpran             | a 2"     |

| Pos. | Corridore        | Squadra           | Tempo |
| ---- | ---------------- | ----------------- | ----- |
| 1    | Giuseppe Saronni | Del Tongo-Colnago |       |

### 3ª tappa
- 16 marzo: Gubbio > Monte San Pietrangeli – 186 km

Risultati
| Pos. | Corridore       | Squadra         | Tempo    |
| ---- | --------------- | --------------- | -------- |
| 1    | Greg LeMond     | Renault-Elf     | 4h51'19" |
| 2    | Tommy Prim      | Bianchi-Piaggio | a 29"    |
| 3    | Vittorio Algeri | Metauro Mobili  | s.t.     |

| Pos. | Corridore   | Squadra     | Tempo |
| ---- | ----------- | ----------- | ----- |
| 1    | Greg LeMond | Renault-Elf |       |

### 4ª tappa
- 17 marzo: San Benedetto del Tronto - (Cron. individuale) – 18 km

Risultati
| Pos. | Corridore        | Squadra              | Tempo  |
| ---- | ---------------- | -------------------- | ------ |
| 1    | Gerrie Knetemann | TI-Raleigh           | 22'27" |
| 2    | Francesco Moser  | Famcucine-Campagnolo | a 11"  |
| 3    | Giuseppe Saronni | Del Tongo-Colnago    | a 20"  |

| Pos. | Corridore        | Squadra    | Tempo |
| ---- | ---------------- | ---------- | ----- |
| 1    | Gerrie Knetemann | TI-Raleigh |       |

### 5ª tappa
- 18 marzo: Grottammare > San Benedetto del Tronto – 211 km

Risultati
| Pos. | Corridore        | Squadra           | Tempo    |
| ---- | ---------------- | ----------------- | -------- |
| 1    | Gregor Braun     | Capri Sonne       | 5h28'53" |
| 2    | Alf Segersäll    | Bianchi-Piaggio   | a 7"     |
| 3    | Giuseppe Saronni | Del Tongo-Colnago | a 15"    |

| Pos. | Corridore        | Squadra           | Tempo     |
| ---- | ---------------- | ----------------- | --------- |
| 1    | Giuseppe Saronni | Del Tongo-Colnago | 21h47'22" |
| 2    | Gerrie Knetemann | TI-Raleigh        | a 7"      |
| 3    | Greg LeMond      | Renault-Elf       | a 27"     |

## Classifiche finali

### Classifica generale - Maglia azzurra
| Pos. | Corridore           | Squadra              | Tempo     |
| ---- | ------------------- | -------------------- | --------- |
| 1    | Giuseppe Saronni    | Del Tongo-Colnago    | 21h47'22" |
| 2    | Gerrie Knetemann    | TI-Raleigh           | a 7"      |
| 3    | Greg LeMond         | Renault-Elf          | a 27"     |
| 4    | Francesco Moser     | Famcucine-Campagnolo | a 29"     |
| 5    | Gregor Braun        | Capri Sonne          | a 1'02"   |
| 6    | Daniel Willems      | Boule d'Or           | a 1'21"   |
| 7    | Theo de Rooij       | Capri Sonne          | a 1'22"   |
| 8    | Daniel Gisiger      | Hoonved-Bottecchia   | a 1'41"   |
| 9    | Marcel Russenberger | Cilo-Aufina          | a 1'54"   |
| 10   | Silvano Contini     | Bianchi-Piaggio      | a 1'58"   |